# Triptamina
La Triptamina és una monoamina alcaloide que es troba en plantes, fongs, i animals. Conté una estructura d'anell indole i és estructuralment semblant a l'aminoàcid triptòfan, del qual en deriva el seu nom. La triptamina es troba en molt petites quantitats al cervell dels mamífers i es creu que té un paper com a neuromodulador o neurotransmissor.
L'estructura química de la triptamina pertany als compostos anomenats col·lectivament triptamines substituïdes.
La concentració de la triptamina en cervells de rata és d'uns 3,5 pmol/g.

## Plantes que contenen triptamina
Moltes plantes contenen petites quantitats de triptamina, per exemple, comun possible intermediat en el metabolisme de la fitohormona àcid-indole 3 acètic. Concentracions més altes es poden trobar en moltes espècies del gènere Acacia.

## Paper en els vertebrats
La triptamina actua com un agent no selectiu d'alliberament de serotonina i dopamina release over norepinephrine release. It is rapidly metabolized by MAO-A and MAO-B, and for this reason, has a very short in vivo half-life.